# Калиф Константины (картина)
«Калиф Константины», или «Али Бен-Хамет, калиф Константины из Характаса, в сопровождении своего эскорта» (фр. Le Khalife de Constantine; Ali Ben-Hamet, Khalifat de Constantine, chef des haractas, suivi de son escorte) — картина французского художника Теодора Шассерио, написанная в 1845 году. Находится в коллекции Версальского дворца (Франция).

## История
На конном портрете изображён лидер племени характа Али Бен-Хамет, который пригласил Теодора Шассерио во время своего визита в Париж. Полотно было представлено на Парижском салоне 1845 года вместе с конным портретом Эжена Делакруа «Султан Марокко». Эта картина является хорошей иллюстрацией «страсти к цвету и движению», охватившей Шассерио в то время.

## Критика
Картину обвиняли в «слепом подражании искусству Делакруа», хотя описывали её как «полную грандиозности и величественности». Кроме этого, в ней находили недостаток научной основательности и плохо изображённые конечности у лошади на переднем плане.